# Паршиков, Владислав Игоревич
Владисла́в И́горевич Па́ршиков (19 февраля 1996, Воронеж) — российский футболист, защитник. Чемпион Европы 2013 года среди юношей не старше 17 лет.

## Карьера

### Клубная
Воспитанник воронежской школы футбола (клуб «Факел») и московской футбольной школы «Чертаново», первый тренер — Сергей Стукалов. С 2009 году занимался в «Чертаново» под руководством заслуженного тренера России Михаила Сергеевича Буренкова. Изначально играл центрального атакующего полузащитника, но позже переквалифицировался в опорного полузащитника.
В сентябре 2011 года в составе сборной Москвы, сформированной на базе команды «Чертаново», впервые стал победителем первенства России среди межрегиональных объединений, проводившемся в Крымске, и получил звание «Кандидат в мастера спорта РФ» по футболу. Признан лучшим игроком первенства. В финале сборная Москвы победила сборную Приволжья со счётом 3:2.
В мае 2012 года стал с «Чертаново» чемпионом России среди команд спортивных школ и клубов (игроки 1996 года рождения). В ноябре 2012 года Паршиков в составе сборной Москвы, за которую выступали воспитанники столичных школ «Чертаново» и «Локомотив-2», выиграл первенство России среди межрегиональных объединений, проводившееся в Крымске, а в апреле 2013 года стал в составе команды «Чертаново» победителем футбольного турнира «Монтегю» для клубных команд.
В 2013 году, через месяц после победы на юношеском чемпионате Европы, в игре за школу «Чертаново» Паршиков порвал передние крестообразные связки, после чего восстанавливался почти год. С сезона 2014/15 — в составе клуба ПФЛ «Чертаново». В феврале 2015 года на правах годичной аренды перешёл в воронежский клуб «Выбор-Курбатово», который через месяц из-за финансовых проблем снялся с первенства ПФЛ. 2 апреля Паршиков был арендован «Факелом», но, не попав в заявку ни на один матч, 22 мая был отзаявлен. С сезона 2015/16 — вновь в составе «Чертаново».
В январе 2020 года вновь оказался в «Факеле», провёл четыре матча в Кубке ФНЛ. В первенстве не играл и 18 июня расторг контракт по соглашению сторон.

### В сборной
В юношеской сборной России 1996 года рождения Владислав дебютировал 18 ноября 2010 года в контрольном матче с «Кубанью» (игроки 1995 года рождения) на сборе в Крымске (2:1). Первый официальный матч Владислав провёл 23 апреля 2011 года в первом туре XIII Мемориала Франко Галлини в Италии. Сборная России уступила местному клубу «Портогруаро» — 0:1. По данным РФС, Паршиков сыграл в сборной 18 игр (из них 9 — в рамках отборочных и финальных турниров чемпионата Европы) и забил один гол. В юношеской сборной Владислав играет преимущественно на фланге обороны. Паршиков сыграл все пять матчей турнира. В полуфинале против Швеции сыграл все 80 минут: в первом тайме он совершил серьёзную ошибку, случайно отдав мяч шведскому нападающему, и только защитники-партнёры сумели заблокировать удар шведа. В серии послематчевых пенальти Владислав реализовал свой удар, но в финале ему не удалось реализовать 11-метровый, что не помешало сборной России выиграть у итальянцев по пенальти и стать чемпионами Европы. Паршиков, как и его партнёры по сборной, получил за эту победу звание «Мастер спорта Российской Федерации».

## Стиль игры
Мог играть как на фланге, так и в центре. Хорошо видел в поле, обладал отменными бойцовскими качествами (в том числе цепкостью), играл с предельной самоотверженностью.

## Достижения
- Победитель чемпионата Европы (до 17 лет) (1): 2013
- Победитель чемпионата России среди команд спортивных школ и клубов (игроки 1996 г. р.) (1): 2012